# Ifeanyichukwu Otuonye
Ifeanyichukwu «Ifeanye» Otuonye (né le 27 juin 1994) est un athlète des Îles Turques-et-Caïques, spécialiste du saut en longueur.

## Biographie
Il remporte la médaille de bronze du saut en longueur lors des championnats d'Amérique du Nord, d'Amérique centrale et des Caraïbes d'athlétisme 2015, à San José au Costa Rica, avec la marque de 7,71 m. Il participe aux championnats du monde 2015 mais s'incline dès les qualifications avec trois essais mordus.
En 2016, il se classe onzième des championnats du monde en salle, à Portland, avec un saut à 7,40 m. En juillet 2017 à San Salvador au Salvador, il remporte la médaille d'or des championnats d'Amérique du Nord, d'Amérique centrale et des Caraïbes espoirs en atteignant la marque de 7,88 m, son record personnel. Il participe à l'épreuve du 200 m lors des championnats du monde 2017 à Londres, terminant dernier de sa série en 21 s 91.